# Hanneles Himmelfahrt (1934)
Hanneles Himmelfahrt ist ein Filmdrama der Regisseurin Thea von Harbou, die auch das Drehbuch schrieb, aus dem Jahr 1934. Die Literaturverfilmung basiert auf der gleichnamigen literarischen Vorlage des Dramatikers und Schriftstellers Gerhart Hauptmann. In der Hauptrolle verkörpert Inge Landgut das Waisenkind Hannele.

## Handlung
Hannele wächst ohne ihre leiblichen Eltern bei ihrem Stiefvater, dem Maurer Mattern, in einem kleinen Bergdorf auf. Als sie von ihm schwer misshandelt wird, flüchtet sie aus dem Haus. Die strenggläubige Hannele kann die Schmach, die ihr angetan wurde, nicht ertragen und beschließt, Selbstmord zu begehen. Im letzten Moment wird sie von dem Waldarbeiter Seidel gerettet, der sie in die Obhut des fürsorglichen Lehrers Gottwald gibt. Hannele bereitet ihr Leben aber weiterhin seelische Qualen: Sie wacht nachts oft auf, von Fieberkrämpfen geschüttelt. Schließlich kommt sie in ein Armenhaus, wo sie aber weiterhin keine innere Ruhe findet, denn weiterhin plagen sie Träume, in denen sie ihrer lieben, leider bereits verstorbenen Frau Mutter begegnet. In ihren Träumen lebt sie ein kindlich vergnügtes Dasein, um dann immer wieder daraus zu erwachen, um dann jedes Mal aufs Neue, der Realität ins Auge zu blicken.

## Produktionsnotizen
Die Drehzeit zog sich sehr lange hin, von Jahresbeginn 1933 bis Anfang Januar 1934. Der Film wurde in Berlin am 14. April 1934 uraufgeführt. In die finnischen Kinos kam er am 26. Dezember 1938. Willy Reiber leitete die Filmproduktion, Walter Tost war zuständig für die Aufnahmeleitung. Die Bauten entwarfen Walter Reimann und Ludwig Reiber. Für den jüdischen Produzenten Gabriel Levy war dies der letzte deutsche Film, danach musste er Deutschland verlassen.
Es sang der Berliner Kammerchor unter der Leitung von Walter Favre.